# Barraquer-Simons-Syndrom
Das Barraquer-Simons-Syndrom bezeichnet eine seltene Erkrankung meist des Kindesalters mit Verlust des Unterhautfettgewebes in Gesicht und Rumpf.
Synonyme sind: Erworbene partielle Lipodystrophie; Progressive zephalo-thorakale Lipodystrophie; englisch Barraquer’s syndrome; Holländer’s syndrome; Mitchell’s syndrome II; Simons’ syndrome; Smith’s syndrome
Die Erkrankung ist benannt nach dem spanischen Arzt Luis Barraquer Roviralta (1855–1928) und nach dem deutschen Arzt Arthur Simons (1879–1942).

## Vorkommen
Die Häufigkeit wird mit weniger als 1 zu 100 000 angegeben. Mädchen sind 3 bis 4 mal so häufig betroffen. Eine familiäre Häufung besteht nicht.

## Ursache
Die Ursache ist nicht bekannt. Bei einigen Betroffenen wurden Mutationen im LMNB2-Gen auf Chromosom 19 Genort p13.3 nachgewiesen. Das Gen kodiert für Lamin B2, ein Protein der Kernhülle.

## Klinische Erscheinungen
Die Erkrankung beginnt meist im Alter von 5 bis 15 Jahren, kann aber auch erst bei älteren Erwachsenen auftreten.
Klinische Charakteristika dieser Form der Lipodystrophie sind Hypo-Atrophie des Fettgewebes der oberen Körperhälfte bei Hypertrophie am Oberschenkel. Die Veränderungen beginnen am Gesicht und breiten sich langsam nach kaudal aus.
Zusätzlich können eine Membranoproliferative Glomerulonephritis (bei einem Drittel der Betroffenen), ein Diabetes mellitus, eine Hyperlipidämie, seltener auch eine Schallempfindungs-Schwerhörigkeit oder Epilepsie auftreten.

## Diagnose
Die Verteilung der Fettgewebsatrophie gilt als charakteristisch.
In 90 % finden sich Autoantikörper (C3NeF-IgG) und erniedrigte Komplementspiegel.

## Differentialdiagnose
Abzugrenzen ist unter anderem die Lipodystrophie Typ Berardinelli, Anorexia nervosa, Kachexie, Dienzephales Syndrom, andere Progerie-artige Erkrankungen.

## Therapie
Aus ästhetischen Gründen sind operative Maßnahmen möglich. Aufgrund der Glomerulonephritis ist die Nierenfunktion zu überwachen, welche auch wesentlichen Einfluss auf die Prognose hat.

## Geschichte
Die Erkrankung wurde beschrieben von
- S. Weir Mitchell: Singular case of absence of adipose matter in upper half of the body. In: American Journal of the Medical Sciences, Thorofare, N.J. 1885, 90, S. 105.
- L. Barraquer Roviralta: Histoire clinique d'un cas d'atrophie du tissue cellulo-adipeux. Barcelona 1906.
- E. Holländer: Über einen Fall von fortschreitenden Schwund des Fettgewebes und seinen kosmetischen Ersatz durch Menschenfett. In: Münchener Medizinische Wochenschrift. 1910, 57, S. 1794–1795.
- A. Simons: Eine seltene Trophoneurose ("Lipodystrophia progressiva"). In: Zeitschrift für die gesamte Neurologie und Psychiatrie, Berlin. 1911, 5, S. 29–38.